# 12908 Yagudina
12908 Yagudina eller 1998 SG25 är en asteroid i huvudbältet som upptäcktes den 22 september 1998 av LONEOS vid Anderson Mesa Station. Den är uppkallad efter Eleonora Ivanovna Yagudina.
Asteroiden har en diameter på ungefär 7 kilometer och den tillhör asteroidgruppen Eunomia.